# Кейті Джонсон
Кейті Джонсон  (англ. Kathy Johnson; нар. 13 вересня 1959) — американська гімнастка, олімпійська медалістка.

## Виступи на Олімпіадах
| Олімпіада         | Дисципліна        | Місце              |
| ----------------- | ----------------- | ------------------ |
| Лос-Анджелес 1984 | абсолютний залік  | 10                 |
| Лос-Анджелес 1984 | командний залік   | 2                  |
| Лос-Анджелес 1984 | вільні врави      | 10T (кваліфікація) |
| Лос-Анджелес 1984 | опорний стрибок   | 5T (кваліфікація)  |
| Лос-Анджелес 1984 | різновисокі бруси | 8T (кваліфікація)  |
| Лос-Анджелес 1984 | колода            | 3                  |